# Pál Schmitt

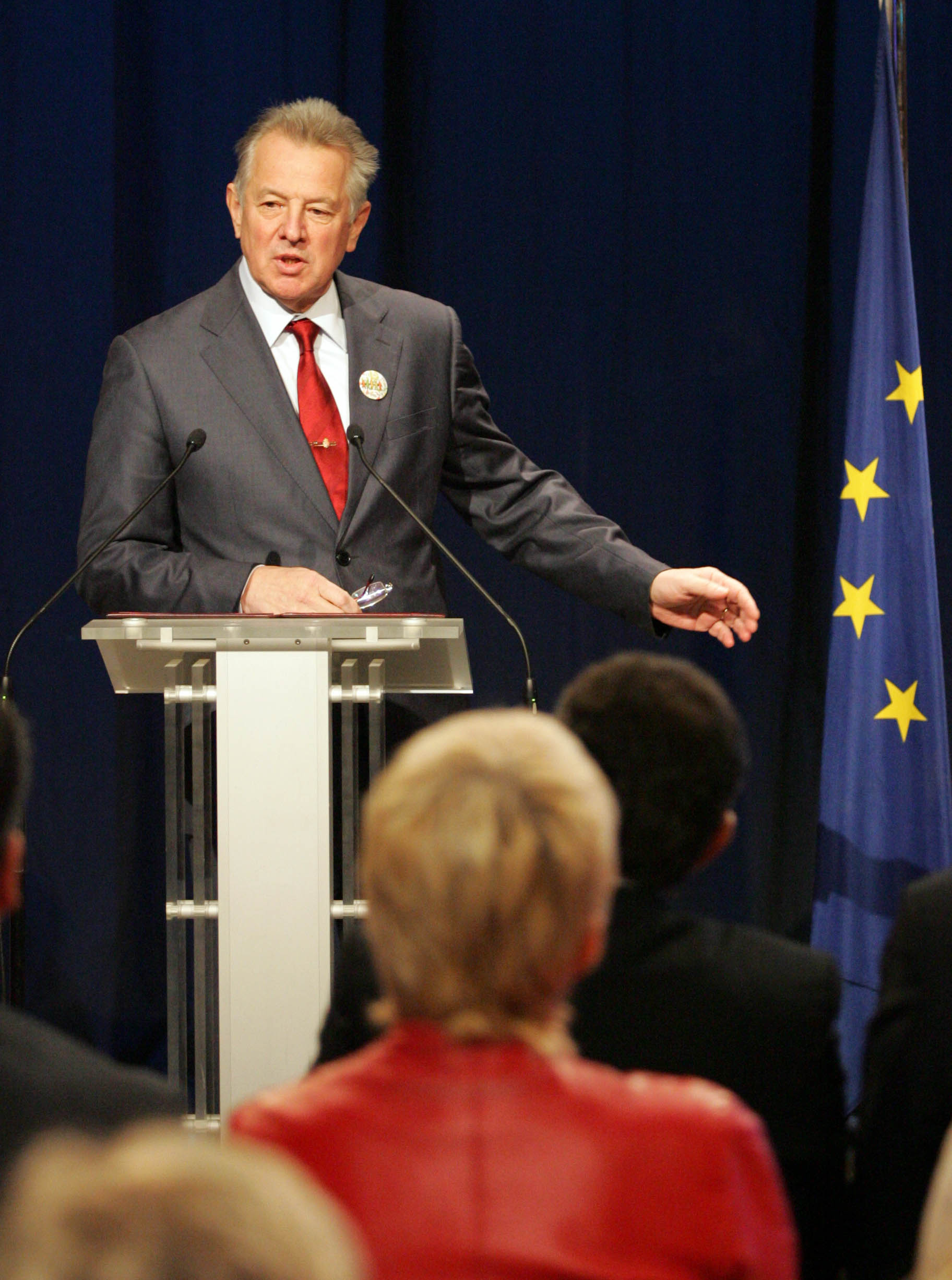
Pál Schmitt, Foto: Európai Bizottság/Dudás Szabolcs (2011)

Pál Schmitt (* 13. Mai 1942 in Budapest) ist ein ungarischer Politiker, Diplomat und Sportfunktionär. Vom 6. August 2010 bis 2. April 2012 war er ungarischer Präsident. Als Fechter war er zweimal Olympiasieger; in Folge eines Plagiatsskandals musste er frühzeitig sein Präsidentenamt räumen.

## Sportliche Karriere

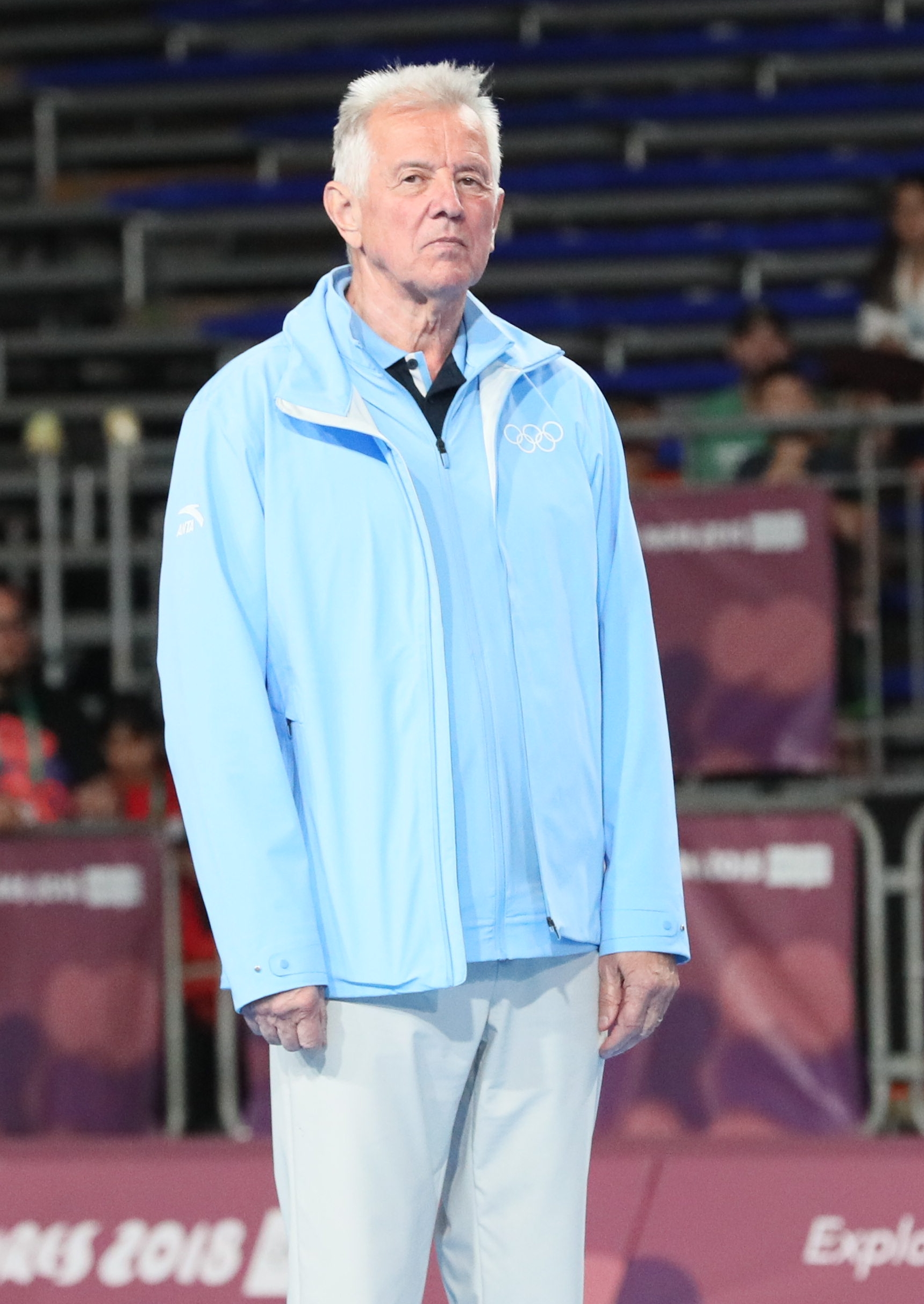
Pál Schmitt in seiner Funktion als Mitglied des Internationalen Olympischen Komitees bei den Olympischen Jugend-Sommerspielen 2018 in Buenos Aires

Pál Schmitt studierte an der damaligen Karl-Marx-Wirtschaftsuniversität in Budapest. 1965 schloss er das Studium mit dem Diplom ab. Zwischen 1955 und 1977 war er Fechter (Degen) bei MTK Budapest. Er wurde zweimal ungarischer Einzelmeister und ist 130-facher Auswahlfechter. Bei den Olympischen Spielen 1968 in Mexiko-Stadt und 1972 in München gewann er die Goldmedaille im Mannschaftsbewerb.
Während seiner Sportkarriere arbeitete er in diversen Hotels, später bei Sportanlagen in führenden Positionen, darunter ab 1982 als Direktor des Nationalstadions Budapest Sportcsarnok (heute: Sportaréna). Zwischen 1983 und 1988 war er Generalsekretär des Magyar Olimpiai Bizottság (MOB, Ungarisches Olympisches Komitee). 1983 wurde er Mitglied des IOC. In diese Zeit fällt auch der Boykott der Olympischen Sommerspiele 1984 in Los Angeles, an dem sich alle kommunistischen Ostblockländer inklusive Ungarn beteiligten. Lediglich das Nachbarland Rumänien gestattete seinen Athleten, zu den Spielen in die USA zu reisen. 1986 wurde er Generalsekretär des MOB. 1990 wurde er zum Präsidenten des Olympischen Komitees gewählt, eine Funktion, die er bis 2010 innehatte. Er war dessen Vizepräsident von 1995 bis 1999. Seitdem arbeitet er dort als Präsident der Sport- bzw. Umweltkommission (seit 1995) und als Protokollchef (seit 1999). 2001 bewarb er sich für den Präsidentenposten des IOC, unterlag jedoch Jacques Rogge.
Schmitt lehrte an der Sportuniversität in Budapest. Er ist mit der Turnerin Katalin Makray verheiratet, die bei den Olympischen Spielen 1964 in Tokio eine Silbermedaille gewann. Sie haben drei Töchter.

## Politische Laufbahn
Von 1981 bis 1990 war Pál Schmitt stellvertretender Sportminister im sozialistischen Ungarn. 1993 wurde er als Botschafter Ungarns nach Madrid (später auch in Andorra akkreditiert) berufen. Er arbeitete dort bis 1997. Ein Jahr später wurde er Botschafter in der Schweiz (später auch in Liechtenstein akkreditiert). Nach Bekanntgabe seiner Entscheidung, als unabhängiger Kandidat an der Oberbürgermeister-Wahl von Budapest 2002 teilnehmen zu wollen, rief ihn Außenminister László Kovács aus seinem Amt zurück. Bei der Wahl unterlag er dem amtierenden Oberbürgermeister Gábor Demszky und wurde Zweiter. Er wurde von den konservativen Parteien unterstützt.
Ein Jahr später trat er in die erneuerte konservative Fidesz-MPSZ (Fidesz-Magyar Polgári Szövetség, Fidesz-Ungarische Bürgerunion) ein und wurde zum Vizepräsidenten gewählt. Seinen MOB-Posten behielt er, was ihm einige Kritik brachte – einige MOB-Mitglieder traten aus. Bei der Europawahl 2004 war er Spitzenkandidat der Fidesz-MPSZ-Liste und wurde ins Europäische Parlament gewählt. Als Mitglied des Europäischen Parlaments schloss er sich der Fraktion der Europäischen Volkspartei an, für die er nach der Europawahl 2009 auch zum stellvertretenden Parlamentspräsidenten gewählt wurde.
Er verzichtete jedoch auf den Sitz im Europäischen Parlament, nachdem er bei der ungarischen Parlamentswahl 2010 auf Platz 2 der Fidesz-Liste ein Mandat im ungarischen Parlament erreicht hatte. Am 14. Mai 2010 wurde Schmitt zum ungarischen Parlamentspräsidenten gewählt.
Am 29. Juni 2010 wurde Schmitt zum neuen ungarischen Staatspräsidenten gewählt. Mit seiner Nominierung eine Woche vor der Wahl war der Fidesz von dem amtierenden Präsidenten, dem parteilosen László Sólyom, abgerückt. Schmitts Wahl galt als sicher, da die Partei die nötige Zweidrittelmehrheit im Parlament besaß. So erhielt er 263 Stimmen; auf seinen einzigen Gegenkandidaten, den Sozialisten András Balogh, entfielen nur 59 Stimmen. Schon vor seiner Präsidentenwahl hatte er dem ungarischen Ministerpräsidenten Viktor Orbán die volle Gefolgschaftstreue zugesichert. Schmitt unterzeichnete in 20 Monaten ohne Widerrede mehr als 360 Gesetze.

## Verlust des Doktorgrades und Rücktritt als Präsident
Am 11. Januar 2012 berichtete die Onlineausgabe des ungarischen Magazins HVG, Schmitt habe 180 der 215 Seiten seiner Doktorarbeit von 1992 aus der 1987 in Lausanne auf Französisch verfassten Studie des bulgarischen Sportwissenschaftlers Nikolaj Georgiew kopiert. Die Präsidentensprecherin wies den Vorwurf zurück. Laut ihrer Erklärung hätten Schmitt und Georgiew mehrere Studien in enger Zusammenarbeit verfasst. Die beiden sollen bei der Bearbeitung von Georgiews Studie und Schmitts Doktorarbeit die gleichen Quellen benutzt haben. Am 19. Januar 2012 wurde berichtet, dass Schmitt weitere Seiten aus einem Buch des Hamburger Soziologen Klaus Heinemann ohne Kennzeichnung und Angabe der Quelle abgeschrieben habe.
Am 29. März 2012 erkannte der Senat der Semmelweis-Universität (SOTE) in Budapest Schmitt den Doktorgrad ab, nachdem eine Untersuchungskommission die Plagiatsvorwürfe bestätigt, der heute in die SOTE integrierten Universität für Körperkultur jedoch das Hauptverschulden zugesprochen hatte, da diese die plagiierte Arbeit nicht hätte annehmen dürfen. Die ungarische Opposition forderte Schmitts Rücktritt und organisierte Demonstrationen, Ministerpräsident Orbán versicherte dem Präsidenten seine Unterstützung. Schmitt ließ sich jedoch nicht halten, zumal auch in Orbáns Partei Fidesz Rücktrittsforderungen laut wurden. Daraufhin erklärte Schmitt infolge des Plagiatsskandals am 2. April 2012 seinen Rücktritt vom Präsidentenamt. Tivadar Tulassay, der Rektor der SOTE, trat ebenfalls zurück, weil seit der Doktorats-Aberkennung das Vertrauen des zuständigen Ministeriums in ihn „spürbar geschwunden“ sei.

## Internationale sportliche Erfolge
- Einzel:
  - Weltcup-Sieger (1971)
- Mannschaft:
  - Olympiasieger (1968, 1972)
  - Weltmeister (1970, 1971)
  - WM-Silber (1969, 1973)
  - WM-Bronze (1967, 1974, 1975)